# Live 60
Live 60 je koncertní album a DVD Michala Prokopa & Framus Five a pozvaných hostů, vydané v dubnu 2007 u labelu Sony BMG. Poté, co roku 2006 Prokop vydal sólové album Poprvé naposledy, obnovil formaci Framus Five v novém složení, která na podzim téhož roku uspořádala koncertní šňůru Poprvé naposledy Tour zakončenou 27. listopadu vystoupením k 60. narozeninám zpěváka v Lucerně. Česká televize z něho pořídila obrazový záznam. Kompaktní disk je zkráceným výběrem skladeb z koncertu, DVD obsahuje bonus ve formě dokumentu Michal a archiv klipů z období 1969–2006.
V roce 2007 DVD obdrželo zlatou a poté také platinovou desku.
Úvodní sloku hitu Kolej Yesterday zazpíval autor hudby Petr Skoumal. V písni Blues pro tebe doplnil Prokopa její skladatel Jiří Suchý. Na Kainarově Odjezdu se interpretačně podíleli Markéta Foukalová a Dan Bárta, který se Zdeňkem Bínou navázal skladbou Luboše Andršta Noc je můj den. Při bluesové klasice Špejchar blues se na pódiu objevili další hosté Vladimír Mišík a Radim Hladík.

## Skladby

### CD
1. Blues o spolykaných slovech … 6:10
2. Kolej Yesterday … 6:17
3. Blues pro tebe … 2:51
4. Poprvé naposledy … 4:46
5. Virtuální realita … 4:12
6. Zloději času … 5:15
7. Vedro nad Prahou … 3:45
8. Odjezd … 5:18
9. 64 … 4:18
10. Tullamore Dew … 4:49
11. Špejchar blues … 6:52
12. I'm Your Hoochie Coochie Man … 12:57
13. Noc je můj den … 8:18

### DVD
1. Blues o spolykaných slovech
2. Bitva o Karlův most
3. Kolej Yesterday
4. Dvě deci vodky
5. Blues pro tebe
6. Pramínek vlasů
7. Poprvé naposledy
8. Virtuální realita
9. Zloděj ičasu
10. Vedro nad Prahou
11. Hotel u přístavu
12. Odjezd
13. Killing Time
14. Tyra
15. 64
16. Tullamore Dew
17. Leteckej inženýr
18. Loučení
19. Špejchar blues
20. I'm Your Hoochie Coochie Man
21. Noc je můj den

Bonusy
- Michal – dokument
- Archiv písniček 1969–2006

1. I Believe To My Soul (1969)
2. Hold On, I'm Coming (1969)
3. Holubí dante (1982)
4. Kolej Yesterday (1984)
5. Yetti blues (1988)
6. Galilei (1989)
7. Popěvek (2006)